# 美魔女の綾乃さん
『美魔女の綾乃さん』(びまじょのあやのさん)は、相原瑛人による日本の漫画作品。『週刊Dモーニング』2018年15号から2019年24号まで連載された。

## ストーリー
高校生小滝慎は友人裕晴の家に遊びに行くと、そこにはとうてい母には見えない美魔女の母綾乃さんがいた。

## 登場人物
小滝慎（こたきまこと）
本作の主人公。友人裕晴の家に行くたびに、綾乃さんにドキドキしている。最近は、一緒にフリーマーケットに行ったりもしている。　
裕晴（ゆうせい）
慎の友人。
綾乃（あやの）
裕晴の母。39歳だが、アラフォーには全く見えない美魔女。文乃という2歳下の独身の妹がいる。妹がショートカットで、綾乃がロングヘアである以外は、双子のようにそっくりである。

## 書誌情報
- 相原瑛人 『美魔女の綾乃さん』 講談社〈モーニングKC〉、全2巻
  1. 2018年11月22日発売[2]、ISBN 978-4-06-513571-6
  2. 2019年6月21日発売[3]、ISBN 978-4-06-515419-9